# Commissie-Winograd

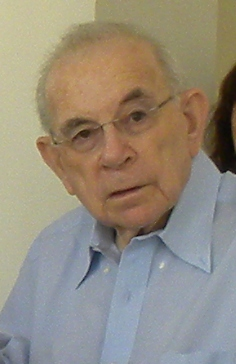
Eliyahu Winograd leidde de commissie.

De commissie-Winograd is een Israëlische commissie die was ingesteld om onderzoek te doen naar de toedracht van de Israëlisch-Libanese Oorlog van 2006 wat de Israëlische politiek en het Israëlische defensieleger aangaat. Zij werd voorgezeten door oud-rechter Eliyahu Winograd en was van 11 september 2006 tot 30 januari 2008 in touw.

## Tussenrapport
Op 30 april 2007 bracht de commissie-Winograd een vernietigend tussenrapport uit waarin premier Ehud Olmert, minister van Defensie Amir Peretz en voormalig stafchef van het leger Dan Halutz zeer zware kritieken kregen te verduren en verantwoordelijk werden gehouden voor de als mislukt beschouwde oorlog van de zomer van 2006 tegen de in Libanon zetelende islamistische terreur- en guerrillabeweging Hezbollah.

## Eindrapport
Op 30 januari 2008 kwam de commissie-Winograd met haar eindrapport. De bevindingen waren dat Israël overhaast tot een oorlog had besloten nadat Hezbollah twee Israëlische soldaten had ontvoerd, dat verantwoordelijke politici en militairen tijdens de oorlog niet besluitvaardig genoeg waren geweest en dat de coördinatie tussen beiden niet naar behoren was verlopen. "We hebben grove fouten ontdekt in de besluitvorming, zowel op militair als politiek vlak”, aldus de commissie-Winograd.
Verder kwamen de politici er in het rapport redelijk vanaf, maar de militaire leiding niet. Het Israëlische defensieleger zou onvoldoende voorbereid zijn geweest en steken hebben laten vallen wat betreft bevelsuitvoering en militaire inzet. Met name de grondtroepen werd dit verweten. Ook zouden bepaalde militaire en politieke leiders te veel van de Israëlische luchtmacht hebben verwacht.
Een grondoffensief dat premier Olmert vlak voor het eind van de oorlog had gelanceerd en waarbij 33 Israëlische soldaten de dood hadden gevonden, werd hem niet aangerekend omdat hij dit volgens de commissie wel had moeten doen, teneinde de onderhandelingspositie bij de op handen zijnde wapenstilstand in gunstige zin te beïnvloeden.